# Dynamine racidula
Dynamine racidula är en fjärilsart som beskrevs av William Chapman Hewitson 1852. Dynamine racidula ingår i släktet Dynamine och familjen praktfjärilar. Inga underarter finns listade i Catalogue of Life.

## Bildgalleri

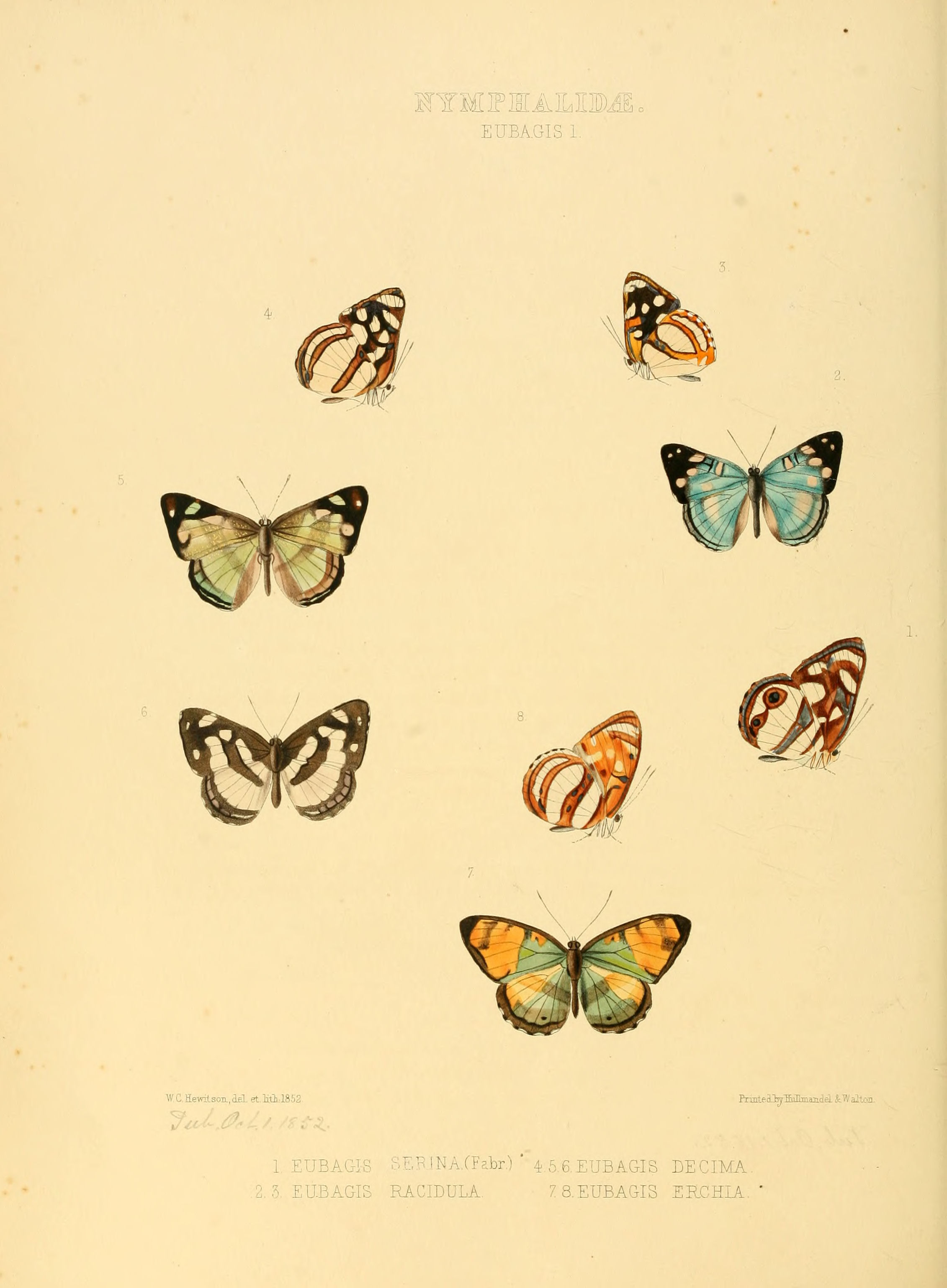
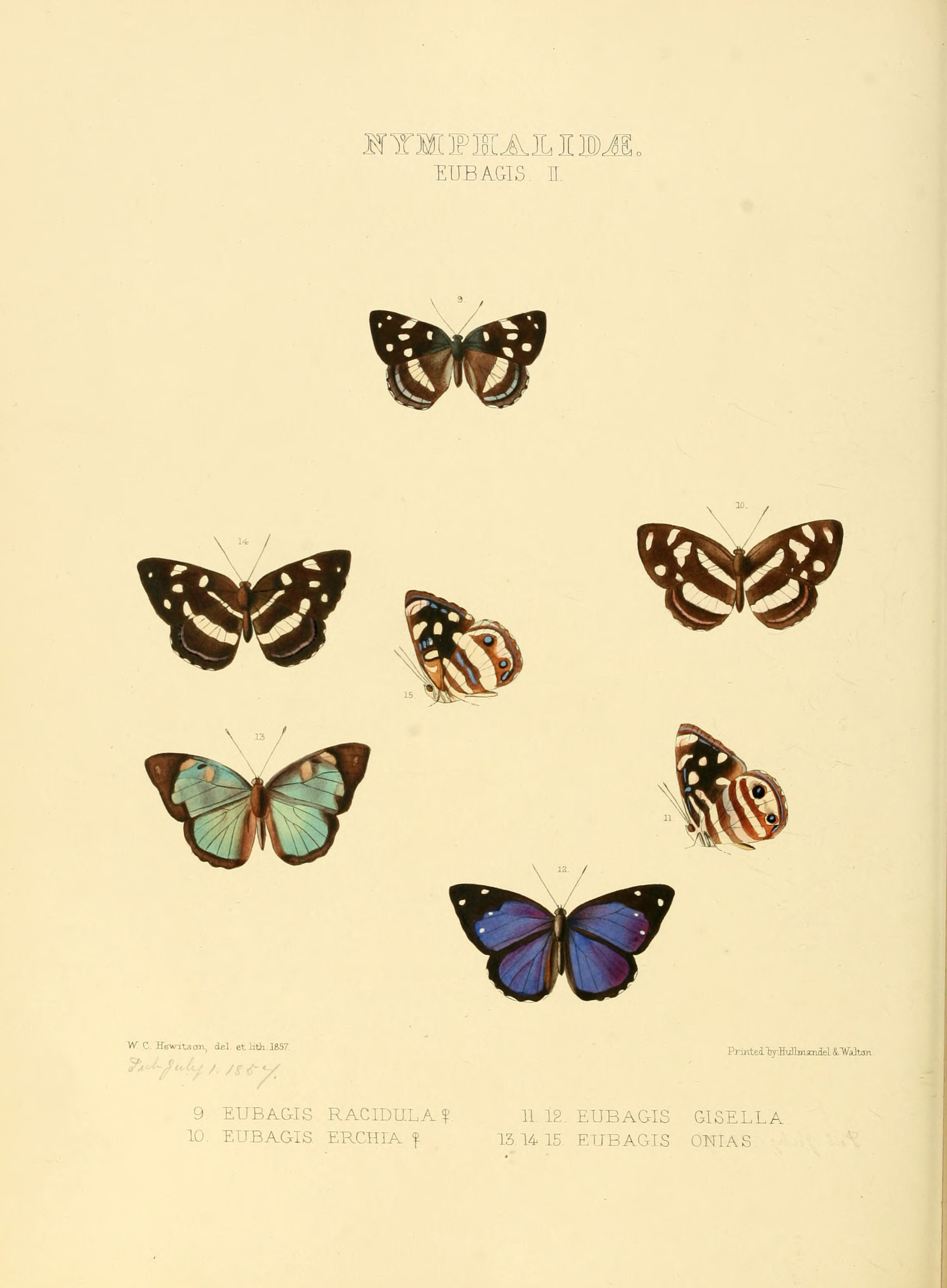